# Remigiusz Węgrzynowicz

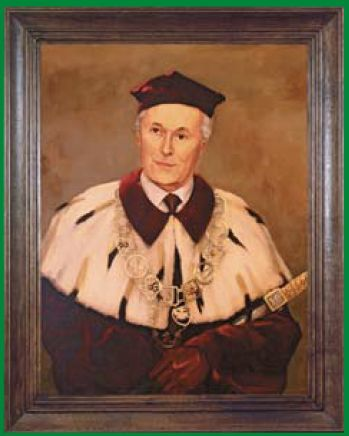
prof. zw. dr hab. Remigiusz Węgrzynowicz (1990-1993)
Obraz w sali Senatu Uczelni

Remigiusz Stanisław Węgrzynowicz (ur. 29 września 1922 we Lwowie, zm. 1 września 2019 w Szczecinie) – polski profesor nauk weterynaryjnych w zakresie fizjologii ryb, nauczyciel akademicki

## Życiorys
Urodził się w rodzinie urzędnika kolejowego Stanisława oraz Marii z domu Kopko, po matce z domu Klimowicz, pochodzącej z rodziny słynnych lwowskich ogrodników. W okresie szkolnym był aktywnym członkiem ZHP. W 1939 uczestniczył w walkach o Lwów w Kompanii Harcerskiej. W 1940 zdał maturę w XI Gimnazjum, a następnie podjął studia w Akademii Medycyny Weterynaryjnej we Lwowie. Podczas II wojny światowej udzielił schronienia ukrywającej się kobiecie pochodzenia żydowskiego, za co w został uhonorowany tytułem Sprawiedliwy wśród Narodów Świata. W 1945 w ramach ewakuacji wyjechał do Wrocławia, gdzie podjął pracę na Wydziale Medycyny Weterynaryjnej Uniwersytetu i Politechniki. W 1946 otrzymał dyplom lekarza weterynarii na Uniwersytecie Marii Curie-Skłodowskiej w Lublinie. W latach 1947–1950 pełnił funkcję lekarza powiatowego weterynarii. W 1950 został powołany do służby wojskowej na stanowisko higienisty armii. W latach 1954–1966 pracował na Wydziale Medycyny Weterynaryjnej WSR we Wrocławiu w Katedrze Fizjologii, a później w Katedrze Farmakologii.       
W 1966 przeniósł się do Szczecina, gdzie zorganizował włączenie Wydziału Rybactwa Wyższej Szkoły Rolniczej w Olsztynie w struktury Wyższej Szkoły Rolniczej w Szczecinie. Zorganizował Katedrę Fizjologii Ryb, pełniąc jednocześnie funkcję prodziekana.      
W latach 1990–1993 był pierwszym wybranym w demokratycznych wyborach rektorem Akademii Rolniczej w Szczecinie. W 1993 przeszedł na emeryturę.      
Został pochowany na Cmentarzu Centralnym w Szczecinie w kwaterze 77-10-12.     

## Praca naukowa
W latach 50. XX wieku opublikował w wojskowych wydawnictwach oryginalne prace naukowe, m.in. Wpływ odmy czaszkowej i hialuronidazy na stężenie penicyliny w płynie mózgowo-rdzeniowym”. W 1959 uzyskał stopień doktora medycyny weterynaryjnej na podstawie pracy Zmiany hemodynamiczne pod wpływem histaminy w narkozie i bez narkozy. W 1965 na podstawie rozprawy Neurohormonalna regulacja ukrwienia żwacza otrzymał stopień i stanowisko docenta z zakresu fizjologii i farmakodynamiki. W 1975 uzyskał tytuł profesora nadzwyczajnego, a w 1987 – tytuł profesora zwyczajnego.    
Opublikował ok. 120 prac eksperymentalnych i około 80 artykułów. Uczestniczył w licznych kongresach i konferencjach krajowych i międzynarodowych, m.in. w USA, Wielkiej Brytanii, na Węgrzech, w Austrii, Danii, Szwecji, we Francji. Jest współautorem filmu naukowego Przetoka worka osierdziowego (wsp. J. Dejneka i D. Zięba) wyróżnionej na Światowym Kongresie Fizjologicznym w Buenos Aires. Działalność naukową poświęcił głównie fizjologii porównawczej i farmakodynamice układu krążenia zwierząt domowych, a także zmianom fizjologicznym zachodzącym pod wpływem zmian środowiska zwierząt wodnych. Prowadził też badania nad wpływem pola magnetycznego na zmiany we krwi, procesu oddychania komórkowego w mitochondriach, GPT w mięśniach.    
Profesor Remigiusz Węgrzynowicz miał znaczny udział w kształceniu wielu pokoleń lekarzy weterynarii, inżynierów rolników, zootechników i rybaków. Wypromował 7 doktorów, sprawował opiekę naukową nad jedną pracą habilitacyjną.   
Pełnił liczne funkcje, m.in. prezesa Polskiego Towarzystwa Fizjologicznego w Szczecinie (trzy kadencje), prezesa Polskiego Stowarzyszenia Filmu Naukowego we Wrocławiu, prezesa Polskiego Towarzystwa Nauk Weterynaryjnych w Szczecinie, założyciela i wieloletniego prezesa Towarzystwa Opieki nad Zwierzętami w Szczecinie.   

## Odznaczenia i nagrody
- Krzyż Polonia Restituta[5]
- Krzyż Kawalerski OOP (1975)[9]
- Krzyż Obrony Lwowa (1992)[9]
- Złoty Krzyż Harcerski z Mieczami (1992)
- Sprawiedliwy wśród Narodów Świata (1988)[9][10]
- medale za udział w wojnie
- dwie nagrody I i II stopnia Ministra Nauki i Szkolnictwa Wyższego i Techniki (1983, 1967)[9]